# РД-120
РД-120 (11Д123) — ракетний двигун, призначений для створення реактивної тяги, необхідної для надання ракеті-носію визначених параметрів руху. Використовується як маршовий для другого ступеня ракети-носія типу «Зеніт».

## Історія створення
Розробка двигунів РД-120 для другого ступеня ракети-носія «Зеніт» почалася в 1976 році. Цей однокамерний двигун створювався за схемою з допалюванням окислювального газу і з огляду на значний ступінь розширення має високий питомий імпульс тяги — 350 сек у вакуумі. Управління польотом ракети здійснюється за рахунок використання на другому ступені автономного чотирикамерного стернового двигуна розробки КБ «Південне». Двигун має високий рівень надійності — не нижче 0,992, кожен екземпляр двигуна проходить ресурсне контрольно-технологічне вогневе випробування з подальшою поставкою замовнику без перебирання, при цьому гарантований ресурс двигуна — не менше п'яти робочих ресурсів понад штатного. Перший політ ракети-носія «Зеніт» із двигуном РД-120 відбувся у квітні 1985.
Експериментальна розробка двигунів РД-120 разом із виробництвом до 1982 відбувалася в НВО Енергомаш, серійно виготовляється ВО «Південмашзаводом» у Дніпропетровську.

## Енергетичні можливості
Значні запаси роботоспроможності основних агрегатів і двигуна загалом дозволили створити на його основі форсовану на 10 % за тягою модифікацію зі забезпеченням рівня тяги 93 тс і з гарантійним запасом ще у 5 % і довести його ресурс за часом роботи одного двигуна до 4260 сек, а за кількістю включень — до 19, що дозволяє розглядати двигун РД-120 як основу для створення багаторазового двигуна. Ці роботи з модернізації двигуна відбулись у 2001–2003. 4 двигуни пройшли 28 вогневих випробувань з напрацюванням 8135 сек. Перший запуск ракети-носія Зеніт з форсованим двигуном РД-120 за програмою «Морський старт» успішно вібдувся у червні 2003. Форсовані двигуни РД-120 експлуатуються в програмах «Морський старт», «Наземний старт» і федеральній космічній програмі Російської федерації.
Також спроєктована земна модифікація двигуна РД-120 (з коротким соплом), яка призначається для перших ступенів перспективних ракет-носіїв. Відбулось 2 вогневі випробування одного двигуна. Однокамерний двигун з коротким соплом має 2 (або 4) кермові камери для керування польотом ракети.